# Латненское сельское поселение
Латненское сельское поселение — муниципальное образование в Семилукском районе Воронежской области.
Административный центр — село Латное.

## Административное деление
В состав поселения входят:
- село Латное
- село Дальнее Ляпино
- хутор Точильное